# Martvs Chagas
Martvs Antonio Alves das Chagas (Raul Soares, 1º de janeiro de 1967) é um sociólogo brasileiro. Foi ministro-chefe interino da Secretaria Especial de Políticas de Promoção da Igualdade Racial (SEPPIR) no Governo Lula. 

## Biografia
Graduou-se em Ciências Sociais pela Universidade Federal de Juiz de Fora (UFJF) e especializou-se em Gestão Estratégica em Políticas Públicas pela Universidade Estadual de Campinas (Unicamp).
Em 2002, coordenou nacionalmente a campanha do então candidato Luis lnácio Lula da Silva à presidência da República no eixo correspondente à temática racial. Como integrante da equipe de transição, atuou no processo de idealização e criação da SEPPIR.
Na SEPPIR, durante o Governo Lula, exerceu os cargos de Secretário-Adjunto, Ministro-Chefe (interino), Secretário de Planejamento e Formulação de Políticas e Secretário de Políticas de Ações Afirmativas. Foi Diretor de Fomento na Fundação Cultural Palmares do Ministério da Cultura, nomeado no Governo Dilma.
Exerceu o cargo de Superintendente de Defesa dos Direitos Humanos da Secretaria de Assistência Social e Direitos Humanos do Estado do Rio de Janeiro. 
Foi Consultor Técnico em Gestão Social junto à Organização das Nações Unidas para Agricultura e Alimentação-FAO. 
Em 2021, foi nomeado Secretário de Planejamento Territorial e Participação Popular (SEPPOP) do município de Juiz de Fora no governo de Margarida Salomão (PT). Cargo que exerceu até o final de 2023.
Foi eleito secretário Nacional de combate ao racismo do PT em 2022.
Novamente, foi integrante da Equipe de transição no tema políticas públicas para igualdade racial no terceiro mandato do presidente Lula em 2022.
Atualmente é Diretor de Administração da Empresa Gestora de Ativos-Emgea do Ministério da Fazenda no Governo Federal.